# 中国矿业大学
中国矿业大学，简称矿大，是一所以工科为主、以矿业为特色的教育部直属大学，是首批进入中国国家“211工程”和“优势学科创新平台项目”的重点大學，首批世界一流学科建设高校。前身为1909年创校于河南焦作的焦作路矿学堂，目前位于江苏省徐州市。

## 历史沿革
- 1909年，英国福公司于河南焦作创办焦作路矿学堂。
- 1931年，焦作路矿学堂改称焦作工学院。
- 1938年，西迁陕西城固，与东北大学工学院、北平大学工学院、北洋大学工学院联合组建国立西北工学院。
- 1950年，以焦作工学院为基础建立中国矿业学院并迁往天津，中央人民政府燃料工业部部长陈郁为第一任院长；
- 1952年，清华大学、原北洋大学和原唐山交通大学的采矿系调整到位于天津的中国矿业学院；
- 1953年，中国矿业学院从天津迁至北京，更名为北京矿业学院，1960年被确定为全国重点高校；
- 1970年，北京矿业学院从北京搬迁到四川省合川县三汇坝（今重庆市合川区三汇镇），改称四川矿业学院；
- 1978年，经国务院批准，四川矿业学院迁至江苏省徐州市重建主校区，恢复原校名中国矿业学院，并再次被确定为88所全国重点高校之一。同年，中国矿业学院北京分部研究生部成立，开始招收和培养研究生；
- 1988年，经原国家教委批准，正式更名为中国矿业大学；
- 1997年，经原国家教委和北京市政府批准，中国矿业大学北京校区成立，纳入北京市高等学校管理序列。
- 2009年10月18日，中国矿业大学百年校庆。中共中央总书记、国家主席胡锦涛致贺信，国务院总理温家宝作批示，祝贺矿大建校百年。同年中国矿业大学与中国矿业大学（北京）“分家”，两校成为各自独立的办学实体。
- 2019年6月1日，中国矿业大学110周年校庆。应急管理部党组副书记、副部长付建华，教育部原副部长张保庆等出席会议，祝贺矿大建校110周年。[2]

## 历任领导
历任校董：
- 蔡元培
- 翁文灏
- 孙越崎

历任校（院）长：
| 姓名   | 职务                                                                         | 任职时间                      |
| ------ | ---------------------------------------------------------------------------- | ----------------------------- |
| 田程   | 焦作路矿学堂校长                                                             | 1909.3－1915.6                |
| 王法歧 | 福中矿务学校校长                                                             | 1915.6－1918.10               |
| 杜鸿宾 | 福中矿务学校校长                                                             | 1918.10－1919.2               |
| 许源   | 福中矿务专门学校校长                                                         | 1919.2－1920.4                |
| 程世济 | 福中矿务专门学校校长                                                         | 1920.4－1920.9                |
| 周振先 | 福中矿务专门学校校长                                                         | 1920.9－1920.11               |
| 李鹤   | 福中矿务大学校长                                                             | 1920.11－1923.7               |
| 凌涛   | 福中矿务大学校长                                                             | 1923.7－1923.11               |
| 张仲鲁 | 福中矿务大学校长                                                             | 1923.11－1926.7               |
| 李善堂 | 福中矿务大学校长                                                             | 1926.7－1928.11               |
| 朱端   | 福中矿务大学校长                                                             | 1928.11－1931.3               |
| 张仲鲁 | 焦作工学院院长                                                               | 1931.4－1933.7                |
| 张清涟 | 焦作工学院院长                                                               | 1933.7－1938.7 1946.8－1950.4 |
| 陈郁   | 中国矿业学院院长(兼)                                                         | 1951.8－1954                  |
| 吴子牧 | 北京矿业学院院长                                                             | 1955－1961                    |
| 吴子牧 | 中国矿业学院、北京矿业学院副院长                                             | 1950－1955                    |
| 陈一凡 | 北京矿业学院副院长                                                           | 1955－1961                    |
| 陈一凡 | 北京矿业学院院长                                                             | 1961－1970                    |
| 陈一凡 | 四川矿业学院院长                                                             | 1970－1978                    |
| 刘子光 | 中国矿业学院院长                                                             | 1978－1982                    |
| 彭世济 | 中国矿业学院副院长                                                           | 1980－1982                    |
| 彭世济 | 中国矿业学院院长                                                             | 1982－1988                    |
| 彭世济 | 中国矿业大学校长                                                             | 1988－1993                    |
| 郭育光 | 中国矿业大学校长                                                             | 1993－1998                    |
| 谢和平 | 中国矿业大学校长                                                             | 1998－2003                    |
| 王悦汉 | 中国矿业大学校长                                                             | 2003－2007                    |
| 葛世荣 | 中国矿业大学校长                                                             | 2007－2018                    |
| 宋学峰 | 中国矿业大学校长                                                             | 2018－2024                    |
| 赵宏伟 | 中国矿业大学校长                                                             | 2024－                        |
| 乔建永 | 中国矿业大学（北京校区）校长（2003-2009）、中国矿业大学（北京）（2009-2014） | 2003.7－2014.1                |
| 杨仁树 | 中国矿业大学（北京）校长                                                     | 2014.1－2018.9                |
| 葛世荣 | 中国矿业大学（北京）校长                                                     | 2018－                        |

## 发展现状
自迁至徐州后，学校有了比较稳定的发展环境。截至2018年，中国矿业大学徐州部全日制在校生共计约3.3万人，图书馆藏书233万册，电子图书378万种；中文数据库83个，外文数据库124个，中外文纸质期刊1337种。。在保持矿业特色的基础上，初步建立了“以工科为主，理、工、文、管相结合”的学科体系。
截至2018年，共设有能源、材料与物理学部、矿业工程学院、安全工程学院、力学与土木工程学院、机电工程学院、信息与控制工程学院、资源与地球科学学院、化工学院、环境与测绘学院、电气与动力工程学院、数学学院、计算机科学与技术学院、管理学院、公共管理学院、马克思主义学院、外国语言文化学院、建筑与设计学院、体育学院、孙越崎学院、国际学院、职业与继续教育部等21个学院（部），以及独立学院徐海学院、银川学院。
截至2018年，共设有59个本科专业，35个一级学科硕士点，10个专业学位授权点，16个一级学科博士点，14个博士后科研流动站；有1个一级学科国家重点学科，8个国家重点学科，1个国家重点（培育）学科；8个“长江学者奖励计划”特聘教授设岗学科；4个省一级学科重点学科、6个“江苏高校优势学科建设工程”立项学科和1个“江苏高校优势学科建设工程”省重点序列学科。在教育部2017年第四轮学科评估中，矿业工程、安全科学与工程进入A+类，测绘科学与技术、地质资源与地质工程进入A-类。安全科学与工程、矿业工程进入“双一流”建设世界一流学科名单。工程学、地球科学、材料科学、化学、数学、生态与环境学、计算机科学ESI排名进入全球大学和科研机构的前1%，其中工程学学科领域进入全球前1‰。
1997年，中国矿业大学 (北京)成立，发展迅速，现已拥有9个学院，分别为资源与安全工程学院、化学与环境工程学院、机电与信息工程学院、管理学院、力学与建筑工程学院、理学院、文法学院、安全科学技术学院、成人教育学院。现有在校学生8300多人，其中研究生3700多人。
2000年6月，徐州，北京两地分别获准试办研究生院。
2004年9月，中国矿业大学在徐州市铜山区建设的南湖校区一期工程完成，2004级新生以及文法、外文、计算机和理学院的本科生率先入住新校区。
2007年，总占地2858亩的南湖校区全部建设完工，该校本科生全部迁此，原文昌校区用地一部分作为研究生院，一部分划归徐海学院、应用技术学院与成人教育学院，一部分出售。
2017年，入选首批世界一流学科建设高校 。
2019年，中国矿业大学与徐州市人民政府签订全面合作协议，与徐州市第一人民医院深化合作，成立中国矿业大学附属医院，同时与徐工集团工程机械股份有限公司合作，共建中国矿大徐工矿业智能装备技术研究院，并签订了12个校企合作项目。
2019年12月30日，教育部公布了2019年度国家级和省级一流本科专业建设点名单，中国矿业大学17个专业入选一流本科专业建设“双万计划”，其中，机械工程、计算机科学与技术、会计学等14个专业入选国家级一流本科专业建设点，数学与应用数学等3个专业入选省级一流本科专业建设点。

## 文昌山
文昌山坐落于中国矿业大学文昌校区的丘陵，海拔71米，山上有温带常绿针叶林，植物有侧柏、光萼藓等。山上有一个亭子。该山目前为保护山上植物已禁止在山上修建筑。山顶有3条通往山下的山路，不到一米宽，由石灰石铺成。

## 未来规划
《中国矿业大学改革与事业发展“十三五”规划》提出的发展目标是：通过深化综合改革，使学校在“建设世界一流学科、汇聚世界一流学者、培养世界一流人才”等方面取得重要进展，到2020年，建成世界一流矿业大学。

## 知名校友
- 于洪恩：原中华全国总工会副主席、书记处第一书记、党组副书记，曾任中华人民共和国煤炭工业部部长
- 柴松岳: 第十一届全国政协常务委员,经济委员会副主任,曾任浙江省省长，国家电力监管委员会主席
- 师昌绪：金属学与材料学家，中国高温合金的开拓者之一，中国科学院、中国工程院、第三世界科学院院士，2010年国家最高科学技术奖获得者[7]
- 陈清泉：香港大学教授，中国工程院院士、英国皇家工程院院士、剑桥大学丘吉尔学院院士，被誉为“亚洲电动车之父”
- 谢和平：力学专家，中国工程院院士，四川大学原校长
- 沈树忠：南京大学教授，中国科学院院士，第一位获地层学国际最高金奖（ICS Medal）的亚洲科学家[8]
- 宋振骐：矿山压力及岩层控制学家，中国科学院院士
- 何满潮：矿山工程岩体力学专家，中国科学院院士，国际岩石力学学会副主席
- 鲜学福：矿山安全技术专家，中国工程院院士，重庆大学教授
- 刘炯天：郑州大学校长，中国工程院院士，河南省政协副主席[9]
- 汪啸风：全国政协常委、人口资源环境委员会副主任，原海南省省长、省委书记
- 尚勇：中华人民共和国应急管理部副部长（正部长级）
- 付建华：中华人民共和国应急管理部党组副书记、副部长
- 郭开朗：中华人民共和国工业和信息化部党组成员、中央纪委驻工业和信息化部纪检组组长
- 徐建培：河北省副省长[10]
- 谢广祥：安徽省人大常委会副主任，致公党中央常委、安徽省委会主委
- 吕敬民：中国安全生产科学研究院党委书记、副院长[11]
- 谭国富：美国南加州大学经济学终身教授，曾任上海财经大学国际工商管理学院院长，教育部“长江学者”讲座教授[12]
- 毛善君：北京大学教授、北京龙软科技股份有限公司董事长[13][14]
- 蔡旭：上海交通大学教授，国家能源智能电网(上海)研发中心常务副主任，电气工程系书记、副主任，上海交通大学能源研究院副院长[15]
- 姜建国：上海交通大学教授，教育部电力传输与功率变换控制重点实验室主任，上海交通大学能源研究院副院长[16]
- 袁征 (Eric S. Yuan) ：美国华人企业家，视频会议软件公司Zoom创始人[17]
- 杨仁树：北京科技大学校长
- 邹友峰：河南理工大学党委书记
- 朱士中：常熟理工学院党委书记
- 胡善亭：中国煤炭科工集团有限公司董事长、党委书记[18]
- 杨吉平：中国神华能源股份有限公司总经理、党委副书记[19]
- 吕波：中国石油天然气集团有限公司党组成员、副总经理[20]
- 周志亮：中国铁路通信信号集团有限公司党委书记、董事长
- 李位民：山东能源集团有限公司董事长、党委书记
- 康红普：中国工程院院士，中国煤炭科工集团有限公司首席科学家
- 顾大钊：中国工程院院士，神华集团科技发展部总经理，煤炭开采水资源保护与利用国家重点实验室主任
- 赵国堂：中国国家铁路集团有限公司科技和信息化部主任，曾任京沪高速铁路股份有限公司总工程师。西南交通大学、北京交通大学、同济大学、东南大学兼职教授

### 引用
1. ↑  . 中国经济网.   [2024-09-28].
2. ↑  . xwzx.cumt.edu.cn.   [2019-08-18]. （原始内容存档于2019-08-18）.
3. ↑  中国矿业大学基本数据（2018年3月） （页面存档备份，存于），
4. ↑  中国矿业大学图书馆简介（2017年12月） （页面存档备份，存于），
5. ↑  . baijiahao.baidu.com.   [2019-12-04]. （原始内容存档于2020-03-27）.
6. ↑  . （原始内容存档于2020-01-01）.
7. ↑  .   [2020-03-13]. （原始内容存档于2020-03-27）.
8. ↑  . news.sciencenet.cn.   [2019-07-15]. （原始内容存档于2019-07-15）.
9. ↑  . district.ce.cn.   [2019-07-15]. （原始内容存档于2019-07-15）.
10. ↑  . www.hebei.gov.cn.   [2019-07-15]. （原始内容存档于2017-07-07）.
11. ↑  . www.chinasafety.ac.cn.   [2019-12-04]. （原始内容存档于2019-12-04）.
12. ↑  . zs.cumt.edu.cn.   [2019-07-15]. （原始内容存档于2019-07-15）.
13. ↑  . irsgis.pku.edu.cn.   [2019-07-15]. （原始内容存档于2019-07-15）.
14. ↑  . uzone.univs.cn.   [2019-07-15]. （原始内容存档于2019-07-15）.
15. ↑  . （原始内容存档于2019-12-04）.
16. ↑  . eei.sjtu.edu.cn.   [2019-12-04]. （原始内容存档于2020-03-27）.
17. ↑  . www.sohu.com.   [2019-07-15]. （原始内容存档于2019-07-15） （英语）.
18. ↑  .   [2020-03-13]. （原始内容存档于2020-03-27）.
19. ↑  .   [2020-03-13]. （原始内容存档于2020-03-27）.
20. ↑  . huanbao.bjx.com.cn.   [2019-12-05]. （原始内容存档于2019-12-07）.